# Organisches Gesetz
Das Organische Gesetz von 16. September 1856 war gemeinsam mit der bisherigen Konstitutionsergänzungsakte die Verfassung der Freien Stadt Frankfurt von 1856 bis zur Annexion durch Preußen 1866.

## Entstehung
Die Konstitutionsergänzungsakte war seit 1816 die Verfassung der Freien Stadt Frankfurt. In der Märzrevolution 1848 war die Verfassungsgebende Versammlung gewählt worden, die eine neue Verfassung ausarbeiten sollte. Dieses Vorhaben versandete jedoch. Auch in der Reaktionsära wurden jedoch eine Reihe von Bestimmungen der Konstitutionsergänzungsakte als nicht mehr zeitgemäß wahrgenommen. Gemäß dem Verfahren, das die Konstitutionsergänzungsakte für Verfassungsänderungen vorsah, wurde daher das Organische Gesetz als Verfassungsergänzung verabschiedet. Die Genehmigung durch den Gesetzgebenden Körper fand am 22. Dezember 1854 die durch die Bürgerschaft am 5. und 6. Februar 1855 statt.

## Inhalte
Wesentlich war zunächst die Neuorganisation des Senats. Dieser bestand bisher aus drei Bänken mit je 14 Mitgliedern und war damit relativ groß. Nun wurde er auf 21 Senatoren verkleinert, die auf Lebenszeit gewählt wurden. Da die bisherigen Senatoren im Amt blieben, war der Senat zunächst einmal größer als vom organischen Gesetz vorgesehen. Aufgrund von Todesfällen war 1862 die Zahl von 21 erreicht.
Erstmals wurde nun auch die Trennung der Rechtsprechung von der Verwaltung vorgenommen. Bisher war der Senat mit der Rechtsprechung eng verknüpft; Senatoren waren die Vorsitzenden der Frankfurter Gerichte gewesen. Künftig waren die Gerichte unabhängig. Die vier Senatoren Maximilian Körner, Peter Joseph Aloys Eder, Georg Wilhelm Hessenberg und Gustav Edmund Nestle schieden aus dem Senat aus und wurden Gerichtspräsidenten.
Auch die Wahl des Gesetzgebenden Körpers wurde neu geregelt. Bisher wählte der Senat und die ständige Bürgerrepräsentation je 20 Mitglieder des Gesetzgebenden Körpers. Die weiteren 45 Mitglieder wurden von der Stadtbevölkerung gewählt, wobei die Landbevölkerung kein Stimmrecht hatte. Nun wurden 11 Mitglieder von den Landgemeinden und 57 von der Bürgerschaft gewählt. Die ständige Bürgerrepräsentation bestimmte weiterhin 20 Mitglieder, der Senat jedoch nicht.